# Момчиловці
Момчи́ловці (болг. Момчиловци) — село в Смолянській області Болгарії. Входить до складу общини Смолян.

## Населення
За даними перепису населення 2011 року у селі проживали 1294 особи, з них 1263 особи (99,8%) — болгари.
Розподіл населення за віком у 2011 році:
Динаміка населення: